# Justin Pierre Marie Macquart
Pierre-Justin-Marie Macquart (Hazebrouck, 8 d'abril de 1776 - Lilla, 25 de novembre de 1855) va ser un entomòleg francès especialitzat en els Diptera. Va descriure moltes noves espècies.

## Biografia
Aviat es va interessar en la història natural com els seus germans, un dels quals era ornitòleg i un membre de la Société de Sciences de l'Agriculture et des Arts de la Ville de Lille que actualment s'anomena Musée d'Histoire Naturelle de Lille. Un altre germà seu fundà el jardí botànic de Lilla amb 3000 espècies de plantes
L'any 1796 Pierre-Justín s'uní al general Armand Samuel en les campanyes de les guerres revolucionàries franceses de 1796, en batalles a les localitats de Schwetzingen, Heidelberg, Mainz, Arau, Basilea i Zúric. Deixà l'exèrcit el 1798 i tornà a Lille amb llibres alemanys i espècimens d'insectes i d'ocells.
El 1802 va ser elegit membre de la Société de Sciences de l'Agriculture et des Arts de la Ville de Lille. Viatjà per França i a París conegué Pierre André Latreille. Va ser elegit conseller del Consell Regional de Nord-Pas-de-Calais.
En els seus estudis dels dípters examinà les col·leccions d'Henri Marie Ducrotay de Blainville, Étienne Geoffroy Saint-Hilaire, André Étienne d'Audebert de Férussac, Amédée Louis Michel Lepeletier de Saint Fargeau, Jean Guillaume Audinet-Serville, Alexandre Louis Lefèbvre de Cérisy, Gaspard Auguste Brullé i de François Louis de la Porte, comte de Castelnau. A Hamburg Wilhelm von Winthem havia muntat la col·leccó més gran de Diptera del món.

## Societats
Macquart va ser membre de la Entomological Society of Stettin, la Linnean Society of London i la Société entomologique de France

## Algunes obres

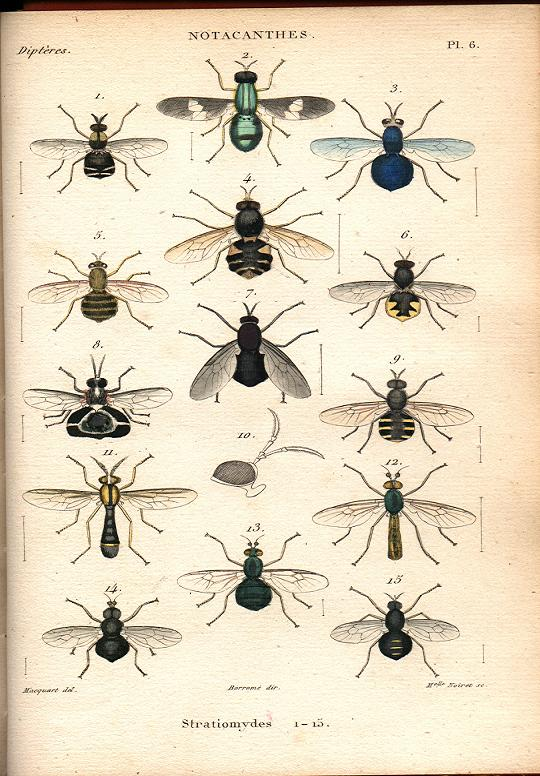
Pàgina de Histoire naturelle des insectes. Dipteres

- 1811. Mémoire sur les plantations dans le département du Nord. Séance Publique de la Société des Sciences de Lille, 4, 116–131.
- 1819. Notice sur les insectes Hemiptères du genre Psylle. Seanc Soc Sci Agr Arts Lille 5: 81-86.
- 1826 Insectes diptères du nord de la France 1 and 2 Asiliques, bombyliers, xylotomes, leptides, vésiculeux, stratiomydes, xylophagites, tabaniens Lille : impr. L. Danel.
- 1827 Insectes diptères du nord de la France 3 Platypézines, dolichopodes, empides, hybotides Lille : impr. L. Danel.
- 1829 Insectes diptères du nord de la France 4, Syrphies Lille : impr. L. Danel.
- 1834-1835. Histoire naturelle des insectes. Dipteres Paris : Roret.
- 1838 Insectes diptères exotiques nouveaux ou peu connus. dos volums.Paris : Roret.

Totes aquestes obres estan disponibles a Gallica.
- 1839 Diptéres. In ‘ Histoire naturelle des Iles Canaries,’ per Philip Barker Webb and Sabin Berthelot,

vol. 2, pt. 2, p. 97. Paris.
- 1842 Diptères exotiques nouveaux ou peu connus Mémoires Soc Sci Agr Arts Lille 1841(1): 62-200.
- 1843 Diptères exotiques nouveaux ou peu connus Mémoires Soc Sci Agr Arts Lille 1842: 162-460.
- 1848 Diptères exotiques nouveaux ou peu connus Mémoires Soc Sci Agr Arts Lille 1847(2): 161-237.
- 1850 Facultés intérieures des Animaux invertébrés. 8vo. Lille. This includes an 80 page autobiography.
- 1855 Diptères exotiques nouveaux ou peu connusMémoires Soc Sci Agr Arts Lille (2)1: 25-156.

## Col·leccions
- Muesu d'Història Natural, Lille, França
- Hope Department of Entomology Oxford University Museum, Anglaterra
- Muséum national d'Histoire naturelle Paris.